# ラカイ県

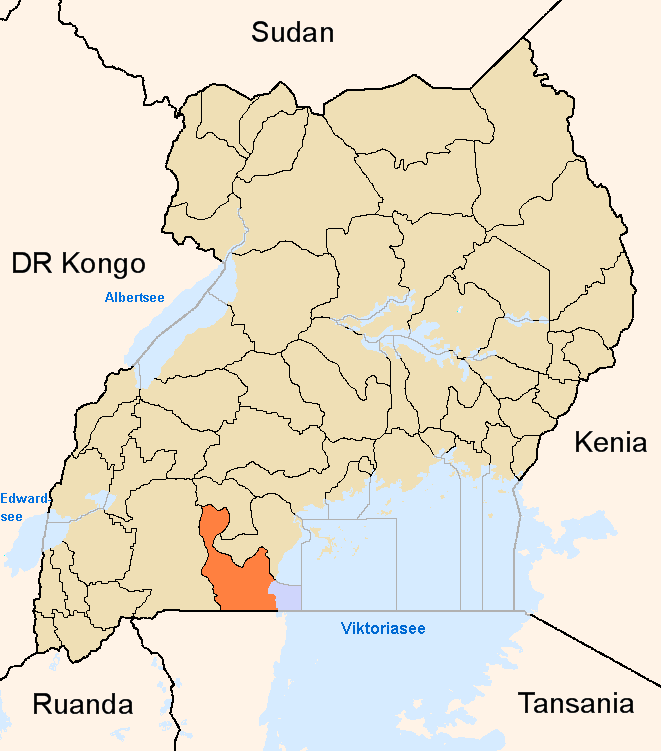
ラカイ県と2001年から2005年の県境

ラカイ県 (ラカイけん、Rakai District) は、ウガンダ南部、ブガンダ南西部の県。カンパラから南西におよそ180km、ブドゥ地方の南部、タンザニアとの国境に位置し、東はヴィクトリア湖に臨む。2006年7月に北西部のカブラ郡がリャントンデ県に分割された。北東部にチョテラ郡、北西部にコキ郡、南部にカクト郡の3郡にコキ郡にラカイTCを含め8、チョテラ郡にチョテラTCとカリシゾTCを含め8、カクト郡に5の計21の副郡が置かれている。2002年の国勢調査人口からリャントンデ県分を除いたものは 404,326 人。知事に相当する第5地域議会 (LC5) 議長はビンセント・セムクラ。
公式記録上のウガンダ初のエイズ患者が1982年にラカイ県で報告され、ウガンダがエイズ研究の中心地の1つとなった。

## 隣接する県
東にカランガラ県、北にマサカ県、西にアンコーレ王国のキルフラ県、イシンギロ県、南にタンザニアのカゲラ州と接する。
- リャントンデ県
- ルウェンゴ県
- キョテラ県
- カゲラ州
- イシンギロ県
- キルフラ県

## 交通
北東から南部へカンパラとタンザニアのブコバを結ぶ幹線道が走る。